# Ар'єплуг
Ар'єплуг (швед. Arjeplog, північносаамською Árjepluovve) — селище на півночі Швеції, у лені Норрботтен. Має статус містечка. Адміністративний центр комуни Ар'єплуг. Лежить на південному березі озера Гурнаван. Площа — 2,29 км², населення — 1977 осіб.

## Населення
| Рік       | 1960 | 1970 | 1980 | 1990 | 2000 | 2010 |
| --------- | ---- | ---- | ---- | ---- | ---- | ---- |
| Населення | 1355 | 1638 | 1979 | 2094 | 1988 | 1877 |